# Ray Ewry
Raymond Clarence "Ray" Ewry (14 de outubro de 1873 – 29 de setembro de 1937) foi um campeão olímpico norte-americano do começo do século XX, que ganhou oito medalhas de ouro nos Jogos Olímpicos de 1900, 1904 e 1908 depois de contrair pólio na infância.

## Biografia
Nascido em Lafayette, no estado de Indiana, Ray foi obrigado a andar de cadeira de rodas por causa da poliomielite e sua família acreditava que o menino ficaria paralítico. Entretanto, por meio de constante tratamento e de exercícios, conseguiu superar a doença e readquirir plenamente os movimentos.
Após fazer graduação em engenharia na Universidade de Purdue, passou a integrar a equipe de atletas do New York Athletic Club, famoso pelo talento de seus atletas. Ali, ele se especializou em provas olímpicas que hoje não existem mais: o salto em altura, salto em distância e salto triplo, todos sem corrida; são eventos iguais aos de hoje, só que o atleta não podia correr nem tomar distância para realizar o salto, partindo para ele de posição completamente estática, com os dois pés no chão, usando apenas o próprio impulso do corpo. Nestas provas Ewry provaria ser o melhor do mundo por quase uma década, sem ter rivais à sua altura.
Em 1900, Ewry ganhou as medalhas de ouro dos três eventos, com o detalhe das provas terem sido todas realizadas no mesmo dia. Nos Jogos de 1904 em Saint Louis defendeu seus títulos com sucesso, conquistando novamente três medalhas de ouro.
Após estes Jogos, o salto triplo sem corrida foi eliminado do programa olímpico, mas Ewry continuou a dominar os dois restantes. Vencendo novamente nos Jogos não-oficiais de 1906, ele voltou a dominar os eventos nos Jogos de Londres em 1908, conquistando mais duas medalhas de ouro para sua coleção de ouros olímpicos oficiais, num total de oito. Se forem consideradas as duas medalhas conquistadas nos jogos de 1906, não reconhecidos pelo COI apesar de terem sido organizados por ele, Ray Ewry é um dos maiores campeões olímpicos de todos os tempos em eventos individuais.
Como o fim destas provas como modalidades do atletismo olímpico em 1912, Ewry abandonou a carreira no começo da década de 1910 para se dedicar à engenharia. Suas marcas extraordinárias permaneceram por muitos anos, sendo que uma delas, no salto em distância sem corrida (3,47m) continuou sendo um recorde mundial imbatível até sua extinção por completo nos torneios esportivos durante os anos 1930.